# ياروسلافا بوندارينكو
ياروسلافا بوندارينكو (بالروسية: Бондаренко, Ярослава Александровна)‏ هي دراجة روسية، ولدت في 27 فبراير 1997 في موسكو في روسيا.

## وصلات خارجية
- ياروسلافا بوندارينكو على موقع نتائج كأس العالم لسباقات دراجات (بي.أم.إكس) (الإنجليزية)
- ياروسلافا بوندارينكو على موقع اللجنة الأولمبية الدولية (الإنجليزية)
- ياروسلافا بوندارينكو على موقع أوليمبيديا (الإنجليزية)